# Viennotaleyrodes
Viennotaleyrodes is een geslacht van halfvleugeligen (Hemiptera) uit de familie witte vliegen (Aleyrodidae), onderfamilie Aleyrodinae.
De wetenschappelijke naam van dit geslacht is voor het eerst geldig gepubliceerd door Cohic in 1968. De typesoort is Viennotaleyrodes bourgini.

## Soorten
Viennotaleyrodes omvat de volgende soorten:
- Viennotaleyrodes bergerardi (Cohic, 1966)
- Viennotaleyrodes bicolorata Martin, 1999
- Viennotaleyrodes bosciae Bink-Moenen, 1983
- Viennotaleyrodes curvisetosus Martin, 1999
- Viennotaleyrodes dichrostachi Bink-Moenen, 1983
- Viennotaleyrodes fallax Bink-Moenen, 1983
- Viennotaleyrodes incomptus Martin, 1999
- Viennotaleyrodes lacunae Martin, 1999
- Viennotaleyrodes megapapillae (Singh, 1932)
- Viennotaleyrodes nilagiriensis David, Krishnan & Thenmozhi, 1994
- Viennotaleyrodes platysepali (Cohic, 1966)